# 鬥牛犬餐廳
鬥牛犬餐廳是一間以分子料理聞名於世的餐廳，位於西班牙加泰羅尼亞的玫瑰城。1961年開業至今，多次獲得米芝蓮指南推介，又六度獲英國專業美食雜誌「餐廳」列為「世界最棒的50家餐廳」第1名。

## 歷史
1961年，德國人漢斯·謝林和夫人瑪科塔買下了一片土地，開設了一個迷你高爾夫球場，並經營一間高爾夫球餐廳，後來又轉型為海灘酒吧，結果在1963至1964年期間，謝林和瑪科塔正式建立起鬥牛犬餐廳，並以他們的法國鬥牛犬命名這間餐廳。鬥牛犬餐廳的重要掌舵人朱利·索拉及費蘭·阿德里亞分別於1981年加入餐廳成為經理及於1984年成為主廚。1990年，創辦人謝林先生退休，並將餐廳售予索拉及阿德里亞成立的公司，兩人對分股份。
2010年1月，紐約時報首次報導鬥牛犬餐廳將會結業 。不過阿德里亞隨即在西班牙美食高峰會中發表聲明，鬥牛犬餐廳將會於2011年起休業三年，並非如報導所指結業。2011年7月30日，鬥牛犬餐廳正式休業三年，2014年以非牟利烹飪智庫的形式重開。

## 獎項
1975年，鬥牛犬餐廳在法國籍主廚的帶領下，首次獲米芝蓮指南評選為一星餐廳。1984年由阿德里亞（Ferran Adrià）任主廚，隨後在1990年及1997年再次獲得米芝蓮指南的星級評選。除了獲米芝蓮評選外，鬥牛犬餐廳更破記錄地自2006年起連續五年獲英國專業美食雜誌「餐廳」列為「世界最棒的50家餐廳」第1名，連同2002年首次入選，總計六次被評為世界第1名。

## 產品
儘管每年接到超過200萬人訂座，但阿德里亞於2001年起，結束餐廳的午市業務，餐廳全年的營業時間又只有約160日，其餘的時間都用作鑽研菜色，因此餐廳每年都只能招待約8000位食客。而阿德里亞又決意走平民化價錢的路線，結果餐廳每年虧損50萬歐元，所以餐廳必須經營多類副產品，包括推出廚具、講課，和其他食品合作推出不同食品，例如樂事薯片。餐廳更自1993年起便已經出書。